# Place de la Patte-d'Oie
Pour les articles homonymes, voir Patte d'oie, Patte d'Oie (Toulouse) et Patte-d'Oie (métro de Toulouse).
La place de la Patte-d'Oie (en occitan : plaça de la Pata d'Auca) est une voie de Toulouse, chef-lieu de la région Occitanie, dans le Midi de la France.

## Situation et accès

### Description
La place de la Patte-d'Oie est une voie publique. Elle se situe au cœur du quartier du même nom.
Elle forme une place de forme circulaire, dont le diamètre est d'environ 73 mètres, pour une superficie totale de 16 700 mètres carrés. Un alignement de dix platanes en fait le tour. La place se forme au carrefour de plusieurs voies importantes, qui lui ont donné son nom de « patte d'oie » : 
- l'avenue Étienne-Billières, à l'est, qui se forme dans le prolongement et dans l'axe de la place intérieure Saint-Cyprien, de la rue de la République et du Pont-Neuf ;
- l'avenue de Lombez, puis l'avenue de Lardenne, qui la prolongent à l'ouest ;
- l'avenue de Grande-Bretagne, au nord-ouest, qui se sépare après la place du Docteur-Joseph-Baylac entre l'avenue des Arènes-Romaines au nord, et la route de Bayonne à l'ouest ;
- les allées Maurice-Sarraut, au sud-ouest, qui se prolonge à l'ouest par la route de Saint-Simon au niveau de la place Émile-Mâle.

La petite rue de la Gravette, au sud, permet de rejoindre la rue de Cugnaux.
Le centre de la place est occupé par un rond-point paysager orné d'une fontaine, autour duquel est établie la chaussée, composée de deux voies de circulation automobile en sens unique, tournant dans le sens anti-horaire. Il n'existe pas de piste, ni de bande cyclable, quoique les cyclistes aient la priorité sur la voie de circulation de droite.

### Voies rencontrées
La place de la Patte-d'Oie rencontre les voies suivantes, dans l'ordre des numéros croissants :
1. Avenue Étienne-Billières
2. Avenue de Grande-Bretagne
3. Avenue de Lombez
4. Allées Maurice-Sarraut
5. Rue de la Gravette

### Transports
La place abrite la station de métro du même nom, sur la ligne . Elle est également traversée par les lignes de Linéo L14 et de bus 4566. La place est également desservie par les lignes de car 343362363365369373 du réseau liO.
La station de vélos en libre-service VélôToulouse la plus proche est la station no 130 (66 ter avenue Étienne-Billières).

## Odonymie
La place de la Patte-d'Oie est nommée ainsi du fait que les rues qui la rejoignent sont en forme de patte d'oie. Elle n'a pas changé de nom depuis sa création, en 1787, sauf en 1794, pendant la Révolution française, durant laquelle elle reçut celui de place du Bonnet-Rouge, en l'honneur du bonnet phrygien que portaient les sans-culottes, partisans de la Révolution.

## Histoire

### Moyen Âge et période moderne
La place, dont le projet est établi dès 1769, est aménagée entre 1786-1787.

### Époque contemporaine
En 1799, une barrière de l'octroi est établie sur la place de la Patte-d'Oie, établissant les limites de la ville le long de la rue d'Antipoul, de la Gravette et des Cimetières-Saint-Cyprien.
Dans la deuxième moitié du XIXe siècle, la place de la Patte-d'Oie se trouve au cœur d'un faubourg industrieux en développement. C'est à cette époque que sont élevés la plupart des bâtiments qui entourent la place (actuels no 1, 3 à 7, 9, 11 et 14). On trouve également la brasserie Auriolle. En 1875, afin de desservir les habitants de ce quartier en pleine croissance, l'abbé Chamayou obtient la construction d'une église pour la nouvelle paroisse de la Patte-d'Oie, établie en 1872 : c'est l'église du Sacré-Cœur, élevée sur les plans de l'architecte Joseph Raynaud (actuel no 2). En 1882, la barrière de l'octroi est reculée plus à l'ouest (actuels boulevards Jean-Brunhes, Gabriel-Koenigs et Déodat-de-Séverac).

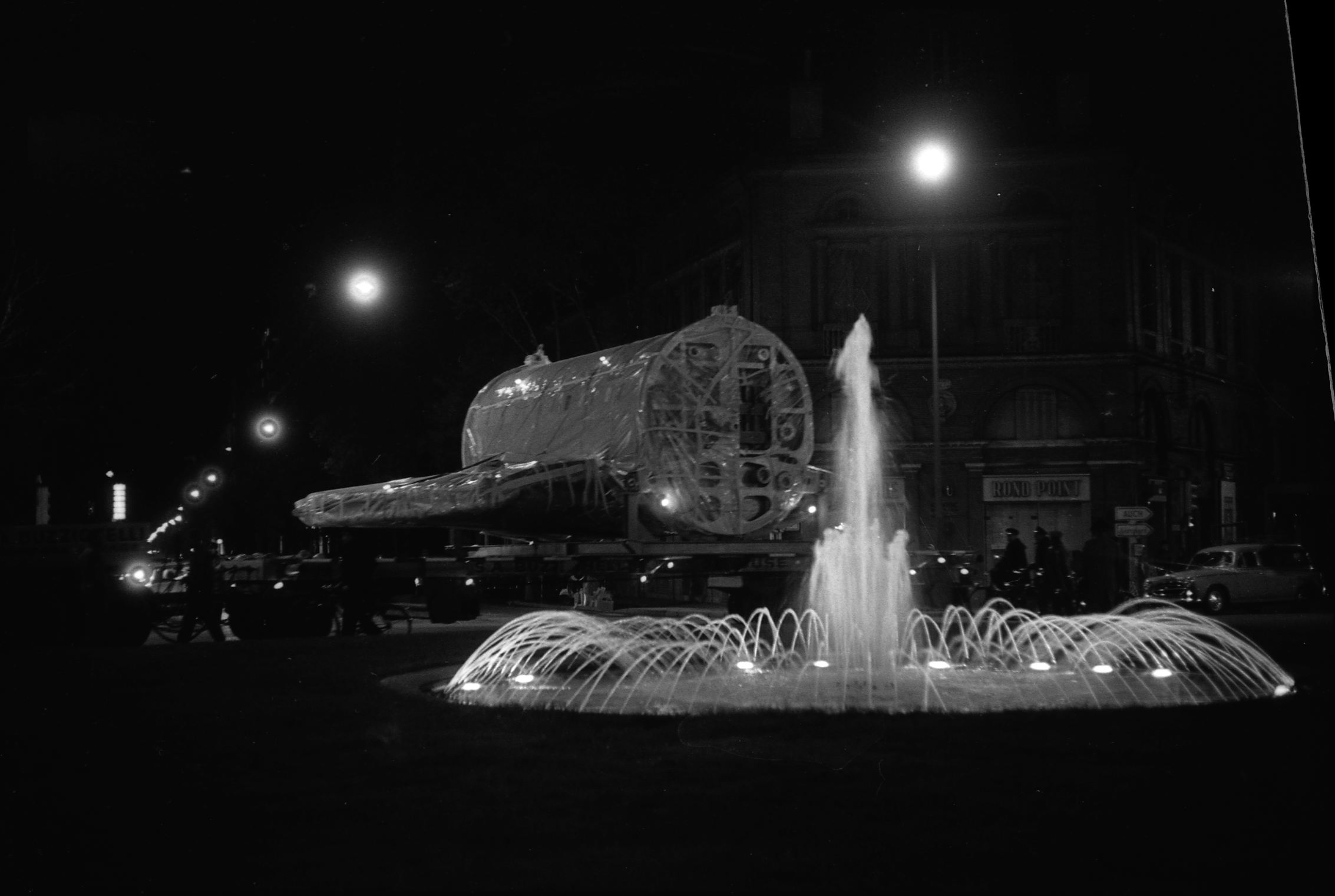
Le transport d'éléments du fuselage du Concorde en 1967 (André Cros, archives municipales).

Dans la première moitié du XXe siècle, la place de la Patte-d'Oie est le véritable cœur du quartier, où se tient d'ailleurs le bal populaire, le deuxième dimanche d'août. Elle s'enorgueillit en son centre d'un bassin avec jet d'eau. Elle concentre différents commerces, ainsi que des restaurants, comme le restaurant Franco-Espagnol, devenu le restaurant des Jockeys vers 1930 (actuel no 7) ou le restaurant Select (actuel no 1).
En 1971, un « toboggan » routier est construit au-dessus de la place. Long de 210 mètres, il permettait de relier directement l'avenue Étienne-Billières et l'avenue de Grande-Bretagne,. Il est finalement détruit à la fin des années 1980, dans le cadre de la construction de la ligne A du métro et du réaménagement de la place de la Patte-d'Oie.

## Patrimoine et lieux d'intérêt

### Église du Sacré-Cœur

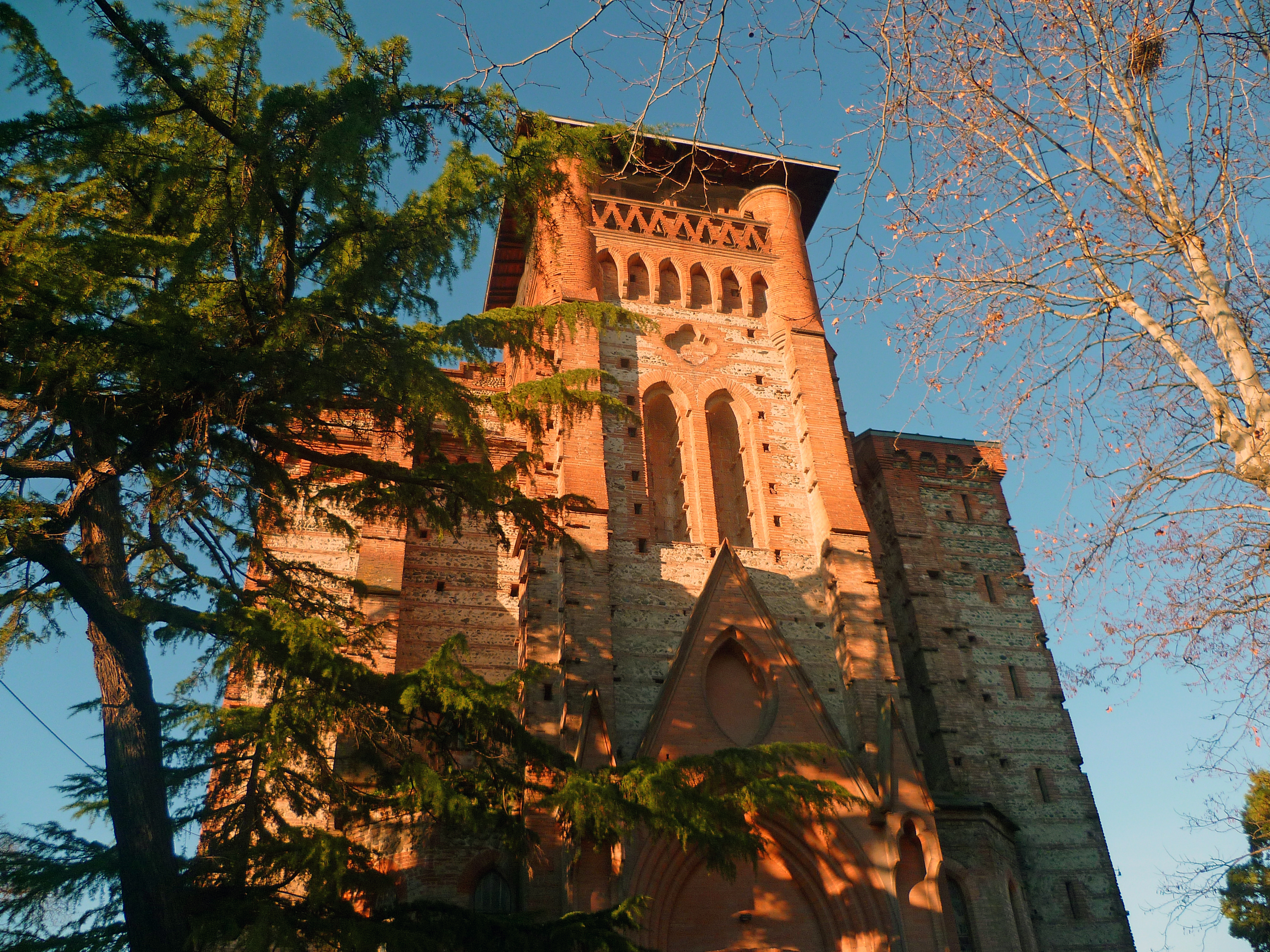
Le clocher de l'église du Sacré-Cœur.

L'église du Sacré-Cœur est construite vers 1875, sur les plans de l'architecte Joseph Raynaud dans le style néogothique. Elle avait été voulue par l'abbé Chamayou, pour servir de paroisse aux habitants du faubourg de la Patte-d'Oie, alors en pleine expansion. L'entrée principale de l'église se trouve sur la place de la Patte-d'Oie (actuel no 2), tandis que, sur la rue Adolphe-Coll, s'ouvrent une entrée secondaire (actuel no 57 bis) et le presbytère (actuel no 57).
Le bâtiment d'entrée, sur la place de la Patte-d'Oie, est occupé par l'ancien presbytère. Le rez-de-chaussée est percé par un grand porche inscrit dans un arc brisé où prend place un tympan dont le décor en brique claire est resté inachevé, et surmonté d'une croix. Il est encadré au rez-de-chaussée et au 1er étage de meurtrières. Le 2e étage est éclairé par un oculus encadré de deux fenêtres surmontées de corniches moulurées de style gothique. L'élévation est couronnée de faux mâchicoulis et d'une corniche.
L'église se trouve au milieu de la parcelle. Les murs sont en assises alternées de briques et de galets de Garonne. L'entrée dans l'édifice se fait par le clocher-porche, traversé par un hall qui donne accès à deux chapelles. Celle de droite, dévolue au baptistère, est ornée de vitraux du maître-verrier Henri Guérin, posés en 1964. La nef unique, longue de quatre travées, est voûtée d'ogives. Les murs sont couverts d'un faux appareil de joints imitant la pierre. Le chevet polygonal, à cinq pans, domine la rue Adolphe-Coll. En 1958, Henri Guérin réalise le vitrail principal, dans l'axe du chœur.
La première chapelle droite conserve une reproduction d'une toile, réalisée en 1992 par l'artiste argentin Adolfo Pérez Esquivel, dans le cadre du programme annuel de création d'une toile de la Passion porté par l'association caritative épiscopale catholique allemande Misereor (de), le Misereor-Hungertuch. L'œuvre représente la 15e et dernière station, Un nouveau Ciel et une nouvelle Terre.

### Immeubles et maisons
- « villa à l'italienne ».  Inscrit MH (1993, façades et toitures)[16]. 

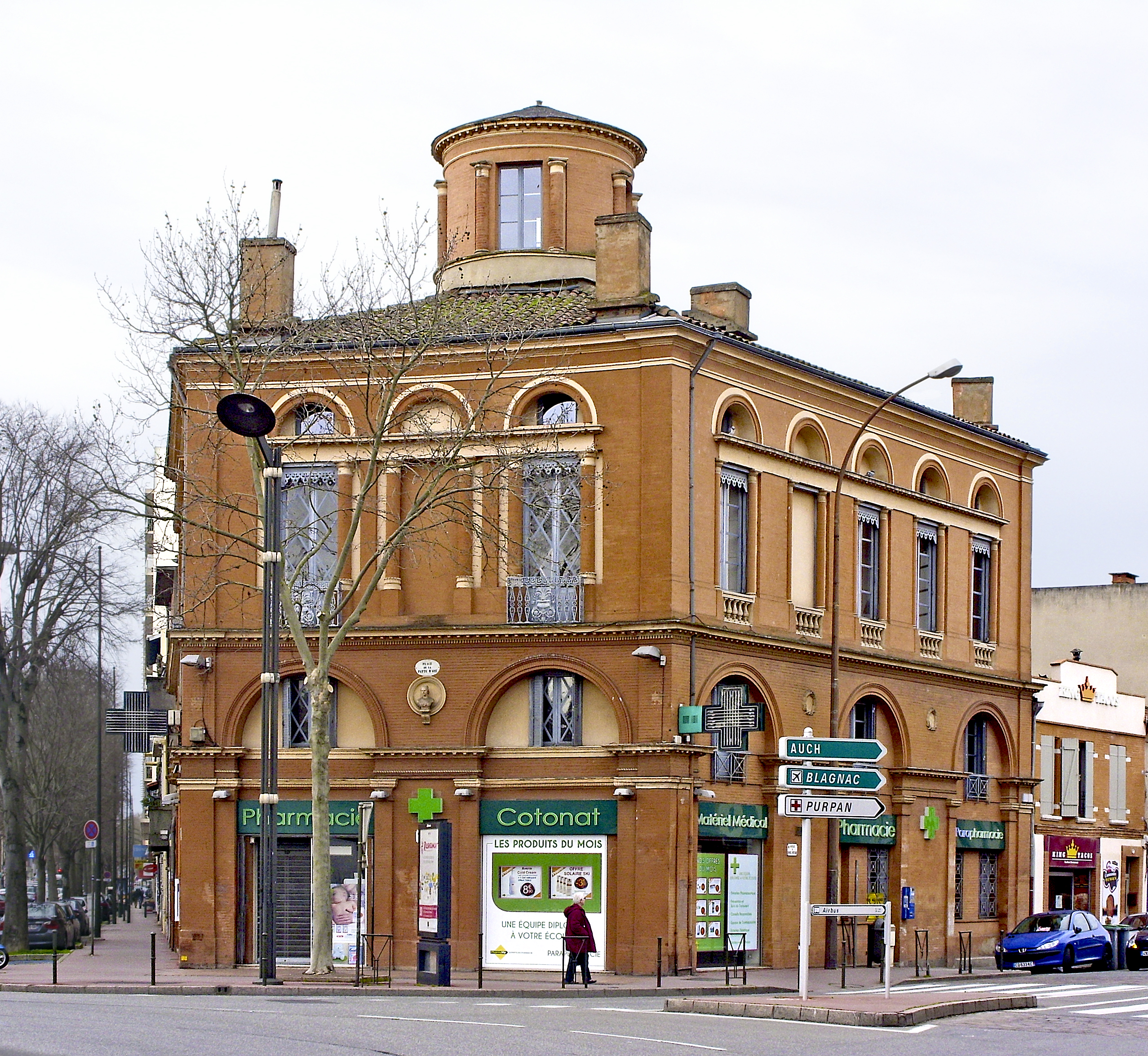
La « villa à l'italienne ».

L'immeuble, connu comme la « villa à l'italienne », est construit vers 1840. Il serait l'œuvre d'Auguste Virebent ou de son neveu, Urbain Vitry. Il est caractéristique du style néoclassique qui se développe à Toulouse dans le deuxième quart du XIXe siècle par son architecture et son décor néo-Renaissance de terre cuite provenant de la manufacture Virenbent. L'immeuble s'élève face à la place de la Patte-d'Oie, sur une parcelle délimitée par l'avenue de Grande-Bretagne et l'avenue de Lombez. De grandes arcades qui embrassent le rez-de-chaussée et l'entresol rythment les travées. Elles sont encadrées de pilastres qui soutiennent un entablement décoré d'une corde et surmonté d'une corniche à denticules. Les arcades, voûtées en plein cintre, ont des voussures moulurées. Des médaillons de couronnes de lauriers sont disposés entre les arcades. Les petites fenêtres qui éclairent l'entresol ont des garde-corps en fer forgé. Une large corniche moulurée à denticules sépare l'entresol de l'étage. À ce dernier niveau, les fenêtres ont de faux garde-corps à balustres en terre cuite et des lambrequins. Elles sont encadrées de colonnes à chapiteaux qui soutiennent une corniche moulurée à denticules qui relie les fenêtres entre elles, surmontée de petites arcades en plein cintre. L'élévation est couronnée par une corniche moulurée[17].
- no  10 : maison. 
La maison, de style néo-classique, est construite dans le deuxième quart du XIXe siècle. Elle présente sur la place une étroite façade de deux travées, éclairées au 1er étage par deux fenêtres en plein cintre, encadrées de pilastres à chapiteaux en terre cuite et séparées par une couronne de lauriers. Le balcon filant possède un garde-corps aux motifs géométriques. Les fenêtres sont surmontées d'une frise de palmettes. L'élévation est couronnée d'une corniche à modillons[18].

### Fontaine de la Patte-d'Oie
La fontaine est réalisée en 1993, dans le cadre de l'aménagement des stations de la ligne A du métro. Elle est conçue par sculpteur bordelais Noël Cuin. Elle figure un « grand cadre vrillé plaqué de granit bleuté »,.

## Personnalité
- Georges Galinier (1921-1944) : il meurt durant les combats de la Libération de Toulouse.